# Beso
Beso è un singolo della cantante spagnola Rosalía e del cantante portoricano Rauw Alejandro, pubblicato il 24 marzo 2023 come primo estratto dall'EP RR.

## Tracce
Testi e musiche di Rosalía Vila Tobella e Raúl Alejandro Ocasio Ruiz.
1. Beso – 3:14

## Classifiche

### Classifiche settimanali
| Classifica (2023)     | Posizione massima |
| --------------------- | ----------------- |
| Argentina             | 11                |
| Belgio (Vallonia)     | 40                |
| Bolivia               | 10                |
| Canada                | 81                |
| Cile                  | 3                 |
| Colombia              | 10                |
| Costa Rica            | 7                 |
| Ecuador               | 10                |
| Francia               | 7                 |
| Grecia                | 33                |
| Italia                | 23                |
| Lussemburgo           | 7                 |
| Messico               | 16                |
| Panama                | 3                 |
| Portogallo            | 3                 |
| Repubblica Dominicana | 4                 |
| Spagna                | 1                 |
| Stati Uniti           | 52                |
| Svizzera              | 3                 |

### Classifiche di fine anno
| Classifica (2023) | Posizione |
| ----------------- | --------- |
| Francia           | 38        |
| Portogallo        | 26        |
| Spagna            | 9         |
| Svizzera          | 15        |